# Los Grauges
Los Grauges (en francès Les Graulges) és un municipi francès situat al departament de la Dordonya i a la regió de la Nova Aquitània.

## Demografia
| 1962                                       | 1968 | 1975 | 1982 | 1990 | 1999 | 2007 |
| ------------------------------------------ | ---- | ---- | ---- | ---- | ---- | ---- |
| 100                                        | 96   | 93   | 84   | 66   | 61   | 81   |
| Des de 1962: població sense dobles comptes |      |      |      |      |      |      |

## Administració
| Període   | Identitat           | Partit |
| --------- | ------------------- | ------ |
| 1995-2008 | Max Guinet          |        |
| 2008-     | Jean-Marie Marchand |        |